# Абдуллаєва Маріанна Абдуллаївна
Маріанна Абдуллаївна Абдуллаєва (15 серпня 1972, Тихорєцьк) — український історик, дослідниця українсько-грецьких відносин.

## Біографія
Народилася 15 серпня 1972 року в місті Тихорєцьку Краснодарського краю Росії. 1995 року закінчила Кубанський державний університет. У 1993–1995 роках навчалась в Кримському інституті підвищення кваліфікації вчителів, у 1997–1998 роках — в Афінському університеті. У 1996–1999 роках — аспірантка, у 1999–2002 роках — молодший науковий співробвтник відділу «Кабінет українсько-грецьких відносин НАН України» Інституту історії України НАН України. У 2001 році, під керівництвом кандидата історичних наук Н. О. Терентьєвої, захистила кандидатську дисертацію на тему: «Православні храми та монастирі Криму як осередки духовного життя грецького населення (кінець XVIII — 30-ті роки XX ст.)». Одночасно з 1997 року — викладач, заступник директора Керченської філії Таврійського ініверситету підприємництва та права.

## Основні праці
- Грецькі громади в Криму у 1917–1938 рр.: етноконфесійний аспект. — Київ, 2001;
- Духовно-релігійне життя греків Криму наприкінці XVIII — на поч. ХХ ст. — Київ, 2000.